# Pagonana dilatata
Pagonana dilatata là một loài chân đều trong họ Paramunnidae. Loài này được Vanhoeffen miêu tả khoa học năm 1914.